# Quirin Fonbonne
Quirin Fonbonne war ein holländischer Kupferstecher, geboren um 1680, um 1705 in Amsterdam und seit etwa 1714 in Paris nachweisbar. Gestorben ca. 1757.

## Leben
Er war wohl Schüler von Bernard Picart, mit dem er vermutlich schon um 1705 in Amsterdam nebst anderen holländischen Stechern nach Vorlagen Gerard Hoet’s etc. an den Kupfertafeln für eine ebenda zuerst 1706 in Druck erschienene holländische Bilderbibel arbeitete, die sodann ebenfalls in Amsterdam 1718 unter dem Titel „Tafereelen der vornaamste geschiedenissen van het Oud en Nieuw Testament“ von Francois Halma und 1720 unter dem Titel „Figures de la Bible“ von Bernard Picart selbst neu aufgelegt wurde (dieselben Platten schließlich 1728 im Haag von Pieter de Hondt nochmals verwertet zur Illustrierung von Jaques Saurin's „Discours hist. etc. du Vieux et du Nouveau Testament“, 6 Bde, La Haye 1728—1739). 
Auch in Paris stach Fonbonne im Verein mit anderen vorzugsweise Buchillustrationen nach Vorlagen zeitgenössischer Dessinateure etc., so u. a. für Gilles de Moratain's „Plans etc. de Versailles“ (1714 ff.), Jean Baptiste de de Monicart's „Versailles immortalisé“ (1720 f., von Fonbonne gestochen, Ant. Paillet's „Cloelia“-Plafond etc.), Jaques Bouillard's „Hist. de l'Abbaye R. de St. Germain des Prez“ (1724, von Fonbonne nach Zeichnung J. Chaufourier's gestochen das „tombeau du Prince Will. Douglas“), Jean-Daniel Doulsecker's „Représentation des Modes etc. à Strassbourg“ (ebenda 1731), Germain Bofrand’s „Livre d'Architecture“ (1745), Marc-Antoin Laugier's „Esai sur l’Architecture“ (1752), Dreux du Radier's „Europe illustre“ (1755 ff., von Odieuvre publ. Porträtwerk, cf. Cohen p. 325 u. Bonnardot p. 272) u. Paul Lucas' „Extrait de la Maison de Mailly“ (1757, Wappenstiche von Fonbonne, cf. Cohen p. 662 f.).
Quirin Fonbonne hat verschiedene Bilder für das Werk von Jean-Baptiste Du Halde, Description de la Chine et de la Tartarie chinoise gestochen, darunter das berühmte Bild des Konfuzius. 

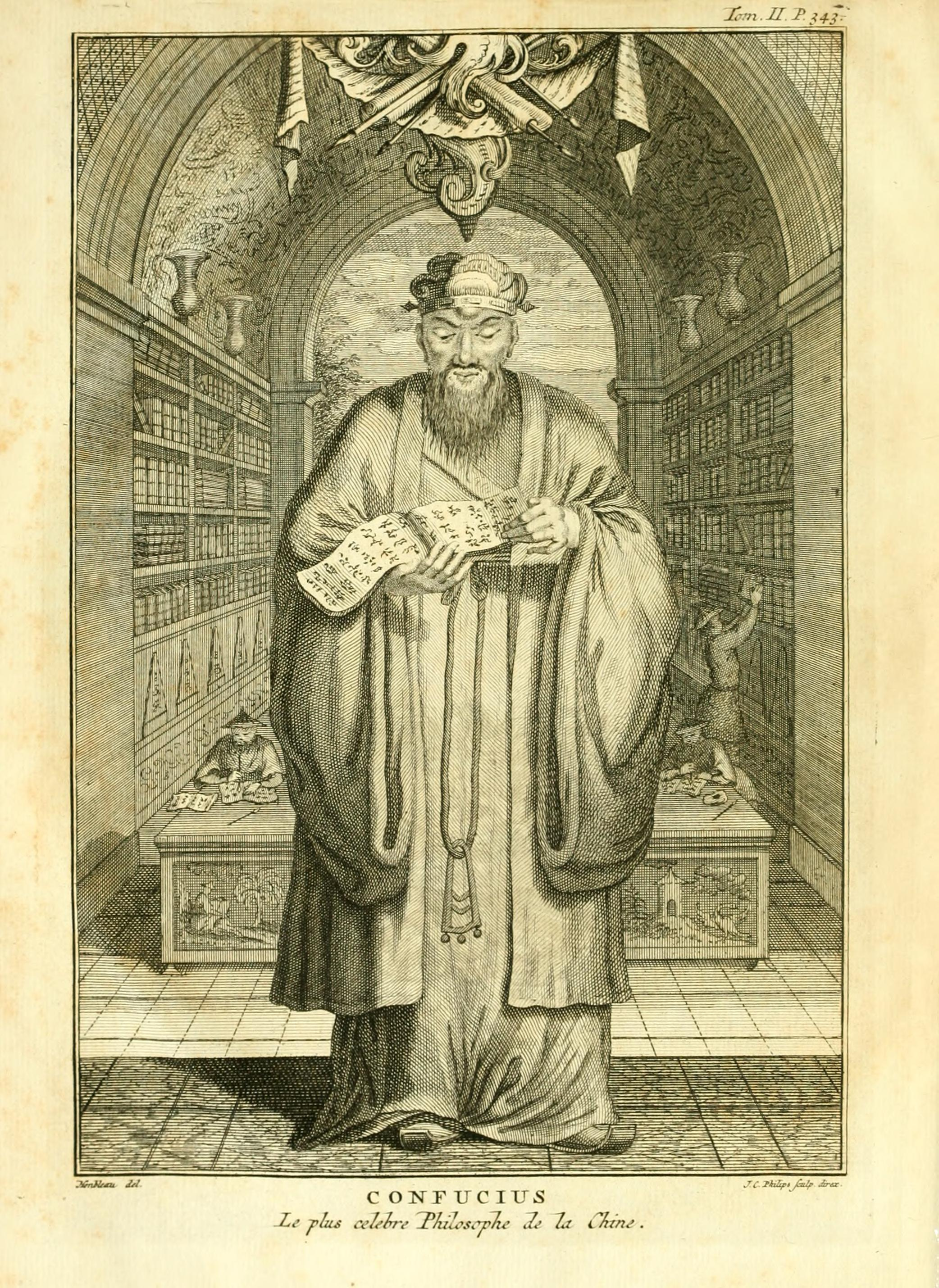
Description de la Chine et de la Tartarie chinoise Band 2 Seite 325, 1735, Konfuzius, der berühmteste Philosoph Chinas (Honbleau invenit, Fonbonne Sculp.)
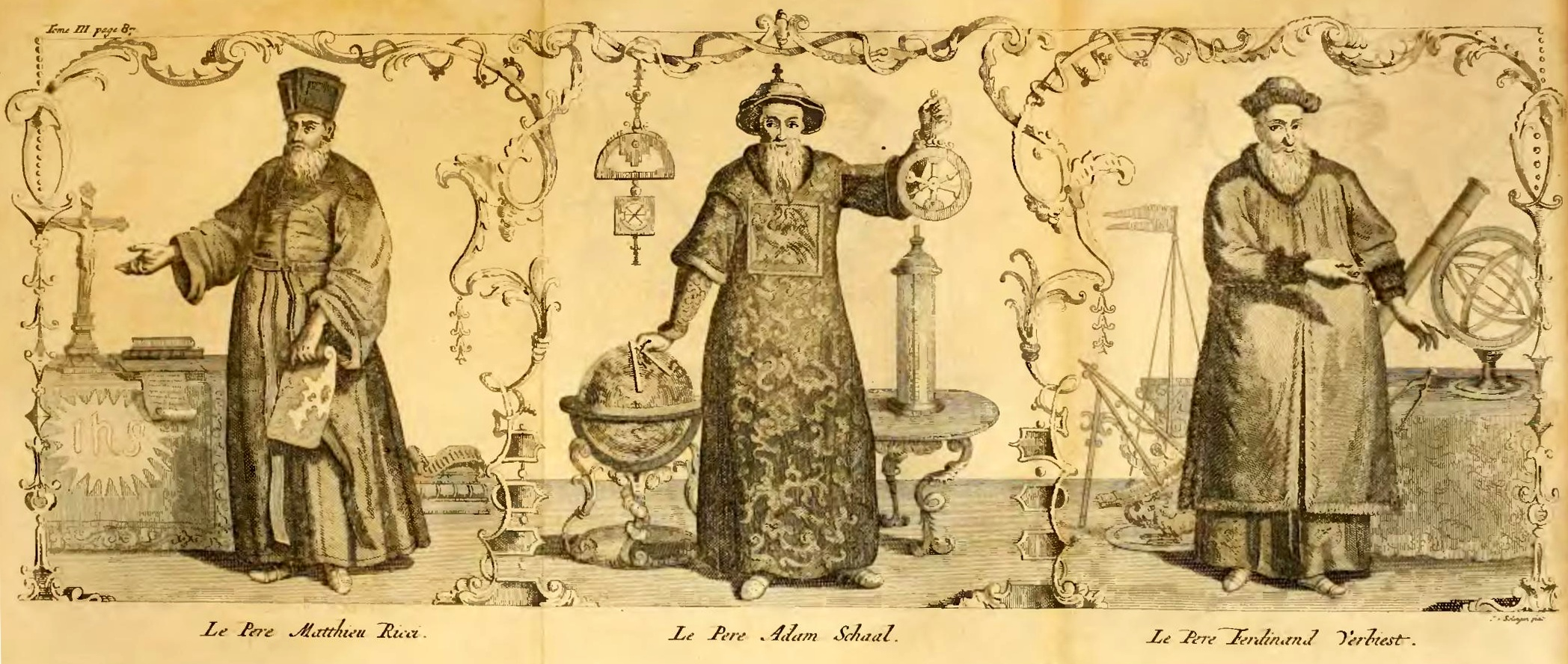
Description de la Chine et de la Tartarie chinoise Band 3 Seite 78, 1735, Pater Matthäus Ricci / Pater Adam Schaal / Pater Ferdinand Verbiest. (Humblot delin. / Fonbonne Sculp.)

Die nur „Fonbonne“ signierten Illustrationsstiche zu den seit 1731 in Straßburg und Paris gedruckten Werken entstammen vielleicht dem Grabstichel jener Mlle. Anne Fonbonne, die als Quirin Fonbonnes Tochter gilt (cf. Bonnardot p. 272), und deren volle Stechersignatur auf einigen der Illustrationstafeln zu Lambert-Sigisbert Adam's „Recueil de sculptures antiques greques et romaines“ (Nancy 1754, cf. J. Meyer I 59 u. Cohen p. 3 f.) zu lesen ist, wonach ihr wohl auch das 1742 in Nancy gestochene und „Fombonne“ (sic!) signierte Wallfahrterinnerungsblatt mit Abb. des Calvarienberges im Schlosspark von Malgrange bei Nancy zuzuweisen wäre (Abb. bei Boyé p. 60). Als „Mlle Fombonne“ (sic!) signierte sie ein Stichporträt des Comte Claude Alexandre de Bonneval (Osman Pascha, † 1747, — cf. Duplessis II 8).